# Bahía Solano (Chubut)
Bahía Solano es una bahía ubicada en el Departamento Escalante, en la Provincia del Chubut. Se encuentra sobre la costa de la Patagonia Argentina. Se halla a 25 km al norte en línea recta de la ciudad de Comodoro Rivadavia. Se encuentra aproximadamente en la posición geográfica 45°40′11″S 67°20′1″O / -45.66972, -67.33361. Se trata de una extensa bahía recta orientada al este, que se encuentra aproximadamente en la parte centro-norte del golfo San Jorge.

## Geomorfología
La costa presenta una forma general recta y se caracteriza por la presencia de un sector de terrazas marinas pleistocénicas de aproximadamente 20 metros de altura, disectada por algunos cauces que desembocan en el mar. Por delante de estos, existe una sucesión de cordones y puntas de playa que crecieron de norte a sur hasta terminar por encerrar la bahía Solano. Este proceso se produjo mediante tres sistemas de antiguos cordones litorales, constituidos por gravas y arenas, que se reconocen en el terreno. La altura máxima del sistema más antiguo es de unos 10 o 12 metros. Las dataciones de los tres sistemas se ubican entre los 6500 y 1700 años antes del presente.
Se encuentran también grandes acumulaciones de conchilla de antigüedad holocénica. Estas han sido explotadas de forma intensa desde mediados del siglo XX para la extracción de la conchilla. También se ha practicado la extracción de áridos para la construcción. Allí se encontraron gran cantidad de entierros indígenas en médanos, así como sitios de tipo concheros, evidencias de la explotación de los moluscos de la costa para su consumo como alimento, así como evidencias de la explotación de lobos marinos, entre otros animales.

## Clima
El clima es seco. La temperatura promedio es de 12 °C. El mes más cálido es enero, con 22 °C, y el más frío junio, con 2 °C. La precipitación media es de 312 milímetros por año. El mes más húmedo es febrero, con 48 milímetros de lluvia, y julio, el más húmedo, con 9 milímetros.